# 他旺·探隆那瓦沙瓦
銮探隆·那瓦沙瓦，爵位废除后称他旺·探隆那瓦沙瓦（RTGS：Thawan Thamrongnawasawat；1901年11月21日—1988年12月3日），本名他旺·他里沙瓦，中文名郑连淡，第8任泰国总理（1946 - 1947）。在成为一名政治家以前，他是一个海军军官，海军上将军衔。
他旺有华人血统，是一个职业海军军官，第二次世界大战期间是抗日组织自由泰（Seri Thai）的领导成员，对日进行抵抗运动。1946年8月23日担任泰国总理，1947年11月8日銮披汶·颂堪元帅在幕后策划指挥副总理屏·春哈旺中将发动军事政变，推翻了自由泰政府，被宽·阿派旺取代。